# Niklas Olaison
Niklas Olaison, född 1968, är idéhistoriker, och folkhögskollärare vid Scouternas folkhögskola. Han prästvigdes 2005 för tjänst i Svenska kyrkan men avsade sig prästämbetet 2014.
Olaison har studerat idéhistoria, latin, litteraturvetenskap, teologi, filosofi och disputerade 2001 på en avhandling om Hobbes. Han har undervisat vid olika institutioner sedan 1992. Forskningsintressen rör filosofisk materialism och queer-teori, och han har uppger sig vara fascinerad av att dekonstruera klassisk teologi. Han har sedan prästvigningen tjänstgjort i Tumba församling, Stockholms domkyrkoförsamling och S:t Mikaels församling, Stockholm. Olaison är dessutom verksam som föreläsare och kursledare i Högalids församling där han under våren 2008 leder studiecirklar i queera bibelstudier.
Olaison, som är öppet homosexuell, väckte skarpa protester med en stort uppslagen intervju i Sthlmsliv nr 1/2007 där han hävdade att den bibliska berättelsen om hur Jesus botar en officers tjänare betyder att officeren hade en sexuell relation med pojken, vilket Jesus skulle legitimera. Han har senare klargjort att hans uttalanden inte skall tolkas som ett försvar för pedofili, vilket ett flertal företrädare för olika kristna samfund försökt beslå honom med. Ansvarige utgivaren, domprosten Åke Bonnier d.y., svarade först att han hade stort förtroende för Olaison, men publicerade senare ett brev där han beklagade publiceringen. Biskop Caroline Krook kallade Olaisons bibeltolkning för "bibelfantasier". Han har också avfärdats av forskare som förhåller sig starkt kritiska till hans uttalanden. Olaison och Bonnier anmäldes till domkapitlet som riktade viss kritik mot den senare för att han infört artikeln och fastslog att denna strider mot kyrkans tolkning, men tillade att Olaison får uttrycka sina egna tolkningar.
Efter incidenten med artikeln i Stockholmsliv sade Olaison upp sig från sin tjänst i Stockholms domkyrkoförsamling och tjänstgjorde därefter i S:t Mikaels församling i Huddinge, och i Vällingby.

### Redigering och översättning
- Axplock ur idéhistorien. 1, Från försokratikerna till Cusanus, Stockholm 1999, Caudex.
- Axplock ur idéhistorien. 2, Från Valla till Wollstonecraft, Stockholm 1999, Caudex.
- Axplock ur idéhistorien. 1, Från försokratikerna till Wollstonecraft, Stockholm 2006 Caudex/Vertigo. (Förkortad utgåva av de två föregående).
- Axplock ur idéhistorien. 2, Från Kant till Lyotard, Stockholm 2006, Caudex/Vertigo.
- Axplock ur idéhistorien. 3, Från Kant till Lyotard, Stockholm 1999, Caudex.